# آلماش
آلماش (به لاتین: Almaș) یک منطقهٔ مسکونی در رومانی است که در شهرستان آراد واقع شده‌است.